# John Michael Bishop
John Michael Bishop (York, 22 februari 1936) is een Amerikaans immunoloog en microbioloog. In 1989 won hij samen met Harold E. Varmus de Nobelprijs voor de Fysiologie of Geneeskunde voor de ontdekking van de cellulaire oorsprong van retrovirale oncogenen.

## Biografie
Bishop werd geboren in York, Pennsylvania, als zoon van de lutherse predikant John Michael Bishop Sr. en Carrie Grey Bishop. Na de Swatara Township High School in Oberlin studeerde hij aan het Gettysburg College en de Harvard Medical School. Aan die eerste haalde hij in 1957 een bachelorgraad in de scheikunde en aan de tweede in 1962 zijn Doctor of Medicine (MD).
Hij begon zijn carrière bij het National Institute of Allergy and Infectious Diseases, een onderdeel van het National Institutes of Health (NIH). Hij werkte vervolgens een jaar voor het Heinrich-Pette Instituut in Hamburg, Duitsland, alvorens lid te worden van de faculteit van de Universiteit van Californië - San Francisco. Eerst als docent en vanaf 972 als hoogleraar microbiologie en immunologie. Hij bleef bij deze faculteit tot 1968.

## Werk
Bishop is vooral bekend van zijn werk aan retrovirale oncogenen. Samen met Varmus voerde hij gezamenlijk onderzoek uit naar het Rous-sarcoom, een retrovirus waarvan Nobellaureaat Peyton Rous had aangetoond dat het kankertumoren veroorzaakt bij kippen. Het kankerverwekkende gen dat deel uitmaakt van het retrovirus dat sarcomen in kippen doet ontstaan was "src" (uitspraak sarc als in sarcoom). Bishop en Varmus ontdekten dat bij mensen een vergelijkbaar proto-oncogen voorkomt: c-Src. Hun onderzoek gaf meer inzicht in hoe tumoren ontstaan uit veranderingen (mutaties) in normale genen.
Bishop kreeg in 1982 de Albert Lasker Award for Basic Medical Research, in 1999 de Priestley Medal en in 2003 de National Medal of Science. Sinds 1998 is hij kanselier van de Universiteit van Californië - San Francisco.